# Gerhard Heilmann

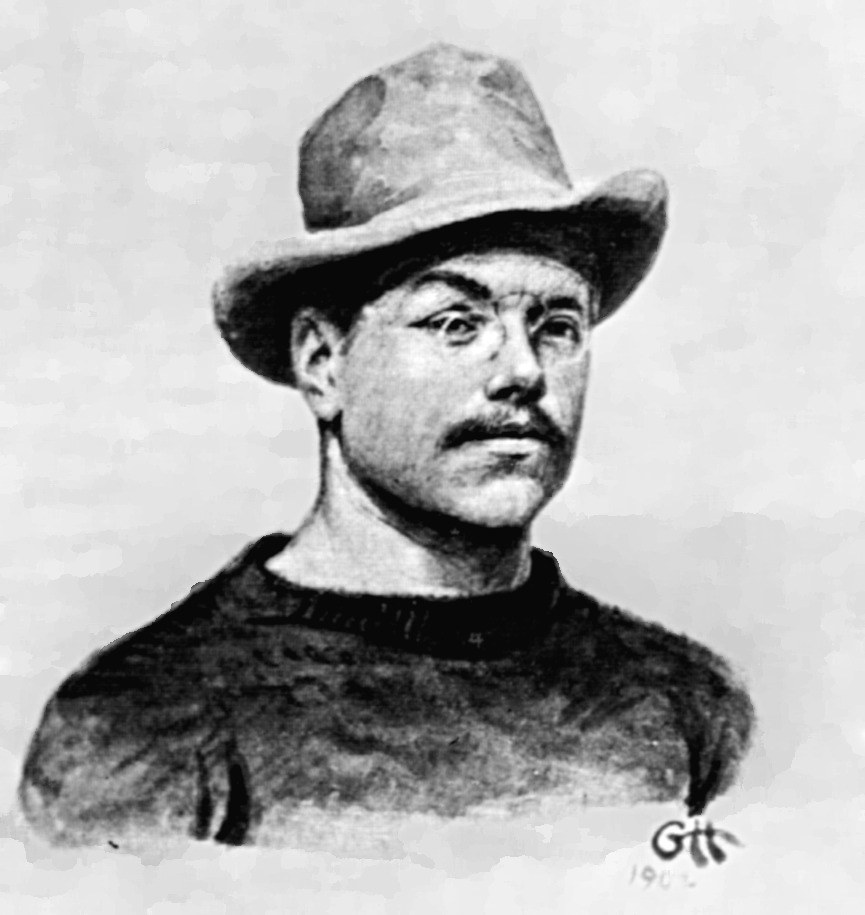
Gerhard Heilmann

Gerhard Heilmann, auch Heilman, (* 25. Juni 1859 in Skælskør; † 26. März 1946) war ein dänischer Künstler sowie Amateur-Ornithologe und Paläontologe. Er ist vor allem bekannt als Autor eines Buchs über den Ursprung der Vögel.
Heilmann war der Sohn eines Apothekers, besuchte das Polytechnikum in Roskilde und begann danach ein Medizinstudium, das er aber 1883 abbrach um Maler zu werden. Ab 1890 arbeitete er in der Kopenhagener Porzellanmanufaktur und ab 1902 als freier Künstler und Illustrator von Büchern. Da er Hobby-Ornithologe war illustrierte er insbesondere Bücher über Naturkunde und Vögel. Er war auch an Entwürfen dänischer Geldscheine und Briefmarken beteiligt.
Aufgrund des der Tatsache, dass damals Schlüsselbeine bei Theropoden (wie Compsognathus, der damals gerne als den Vorläufern der Vögel nahestehend angesehen wurde) nicht bekannt waren (im Gegensatz zum Gabelbein der Vögel), sprach er sich gegen eine Abstammung von Vögeln von dieser Dinosauriergruppe aus. Er vermutete ihren Ursprung stattdessen bei den Thecodontia. Allerdings wurden schon 1936 Gabelbeine bei einem Theropoden (Segisaurus) und später bei vielen weiteren gefunden. Ältere Funde schon vor Erscheinen von Heilmanns Artikeln wurden missinterpretiert und erst später als Gabelbein identifiziert. Heilmanns Ansichten wurden aber bis in die 1960er und 1970er Jahre akzeptiert.
1913 bis 1916 veröffentlichte er eine Reihe von Arbeiten in der Zeitschrift der dänischen ornithologischen Vereinigung (Dansk Ornitologisk Forenings Tidskrift) über den Ursprung der Vögel, von ihm selbst illustriert. Während er in Dänemark wenig beachtet oder sogar bekämpft wurde, fand er in angelsächsischen Ländern mehr Aufmerksamkeit – 1926 kam eine englische Ausgabe heraus (The Origin of Birds, London, Witherby).
Scansioriopteryx heilmanni, eine vogelartiger Dinosaurier, wurde 2002 nach ihm benannt.